# 頭前重劃區
頭前重劃區位於臺灣新北市新莊區東側，於2005年展開規劃並於2009年首先完成重劃，西側大塊面積沿著50米思源路與新莊副都心和區中心的幸福路相連，透過思源路往南經大漢橋直達板橋區；北側以新北大道和開發中的知識產業專區相鄰，透過中山高架橋跨過二重疏洪道通往台北市。

## 緣起
新莊東側的頭前地區原屬於農工用地，台北縣(改制為新北市之前身)政府時期將此區透過重劃升級為住商用地後，除了大幅增進頭前新都心整體環境生活品質之外，進而和西側的副都心重劃區結合北側占地141公頃、年產值近4千億元的「新北產業園區」及34公頃的「知識產業園區」，發展成「黃金三磚產業計劃」。

## 計畫介紹
民國94年6月開始進行頭前區域重劃工程，重劃區內依其設計，規劃有四處公園綠地及新闢多條寬闊道路，並臨近桃園機場捷運、台北捷運環狀線及台一線高架道路，將聯外道路交通與重劃區內設施結合，以提高重劃區價值。

## 重劃範圍
重劃區位於新莊區東北方，東以福前街為界，西臨50米寬思源路，北抵新北大道(原中山路)，南側為幸福東路和幸福路商圈相鄰，而區內有東西向40米頭前綠園道和二重的興德路相接至大台北都會公園。

## 土地面積
近50公頃，其中私有地佔48.28公頃、公有地佔1.40公頃、未登記土地0.03公頃。

## 開發計劃
重劃區預計開發面積15.66公頃，區域內包含頭前萬坪運動公園，內有平面停車場、國民小學、國民中學、兒童遊樂場、公園、綠地設施、車道等公共設施。

## 相關新聞
新莊中正公園老樹 搬至頭前重劃區新家

二重疏洪道拆遷戶登記配售頭前重劃區 （页面存档备份，存于）

## 外部連結
新莊區公所

新北市政府地政局 （页面存档备份，存于）